# Tania Evans
Tania Evans (nacida el 28 de mayo de 1967, Hackney, Inglaterra) es una cantante inglesa más conocida por haber sido la vocalista de la banda de Eurodance, Culture Beat.

## Carrera
El primer lanzamiento de Evans fue el sencillo "Can't Let Go" en 1992 bajo el sello de C.T. Records. Poco después de haber sustituido a Lana Earl en Culture Beat, encontró un éxito inmediato con su primer sencillo "Mr. Vain". Este sencillo fue el más exitoso de Culture Beat, alcanzando el puesto #1 en 13 países. Evans también publicaría los sencillos "Got To Get It", "Anything", "World in Your Hands", "Inside Out" y "Take Me Away" con Culture Beat antes de que abandonara la banda y posteriormente fuera reemplazada por Kim Sanders en 1997.
Después de abandonar Culture Beat, Evans lanzó otro sencillo en solitario titulado "Prisoner Of Love", que compuso ella misma junto con Peter Ries. El sencillo incluye una remezcla de Hendrick Schimann y Mike Romero. Fue lanzado por Columbia Records/Sony Music y logró entrar en el Top 10 de Billboard Club Dance Chart de EE. UU.. Ella también apareció cantando en el sencillo "Singing In My Mind" de Kosmonova en 1998, que alcanzó el puesto #78 en Alemania.
En el 2003, Evans publicó un sencillo de estilo house, titulado "Strength To Carry On" bajo la editorial Dos Or Die Recordings.

## Vida personal
Evans se casó en el 2004. Tiene dos hermanos, una hermana llamada Pauline y un hermano llamado Carl. Ella cree en Dios y se metió en una acolarada discusión acerca de este tema en el programa de televisión británico, This Morning, en abril de 1995. Actualmente, reside en Londres, cerca de Kensington.